# Laguna del Mundo Perdido
La laguna del Mundo Perdido es un cuerpo de agua que se encuentra en el departamento de San Martín, al noreste del Perú. Su origen proviene de la cordillera Azul.

## Descripción

### Recorrido
La laguna forma parte de la cordillera azul, dentro del parque nacional homónimo y discurre entre los límites de los distritos de Chazuta y Huimbayoc en la provincia de San Martín  al este del departamento de San Martín.

### Importancia
Mundo Perdido al ser una laguna aislada presenta una riqueza de flora y fauna muy diversa, de una sensibilidad alta ante la deforestación de los campesinos provenientes de Tarapoto.